# Legia Cudzoziemska

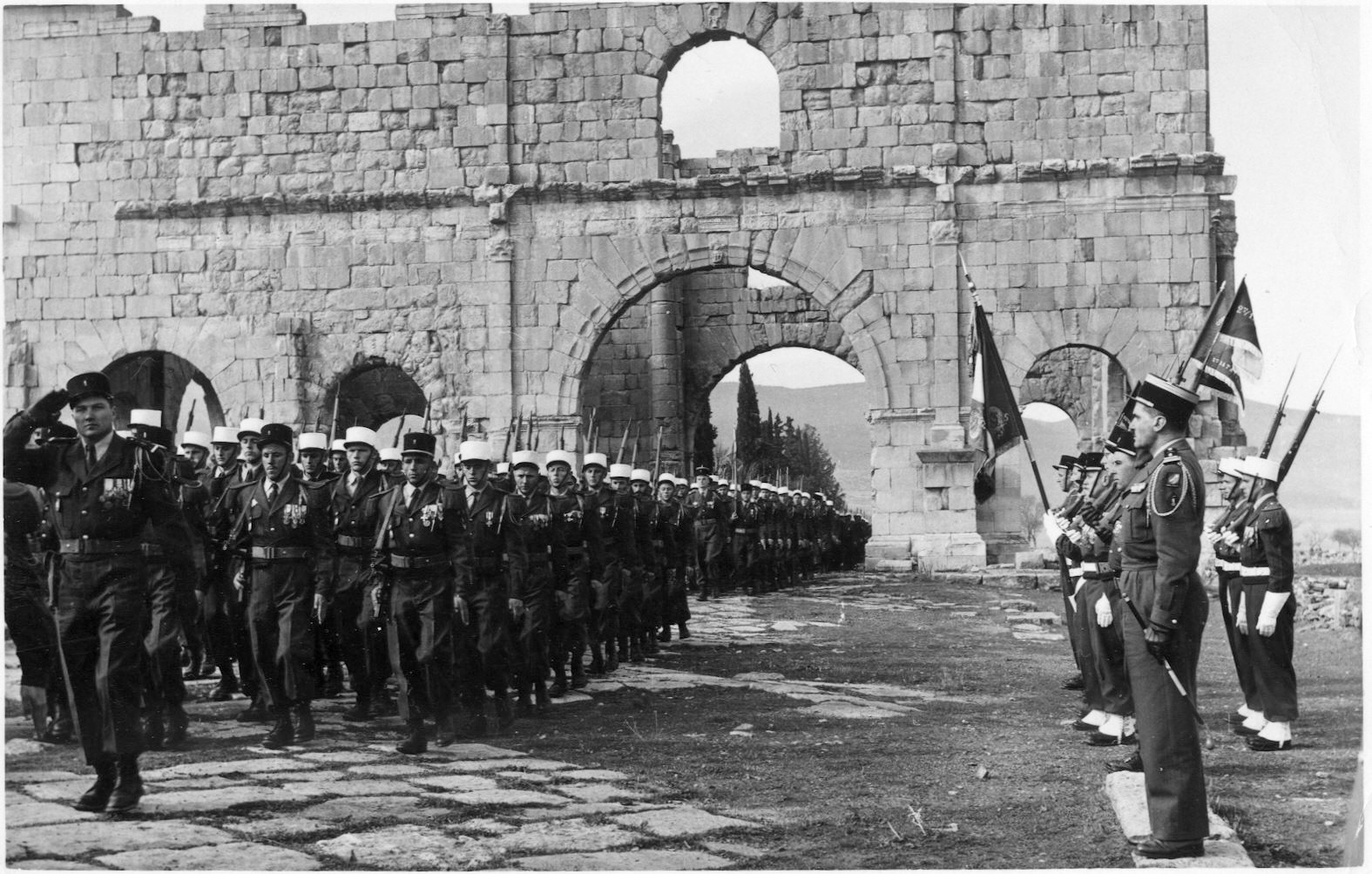
13. półbrygada Legii Cudzoziemskiej w czasie defilady. Algieria (ok. 1958 r.)

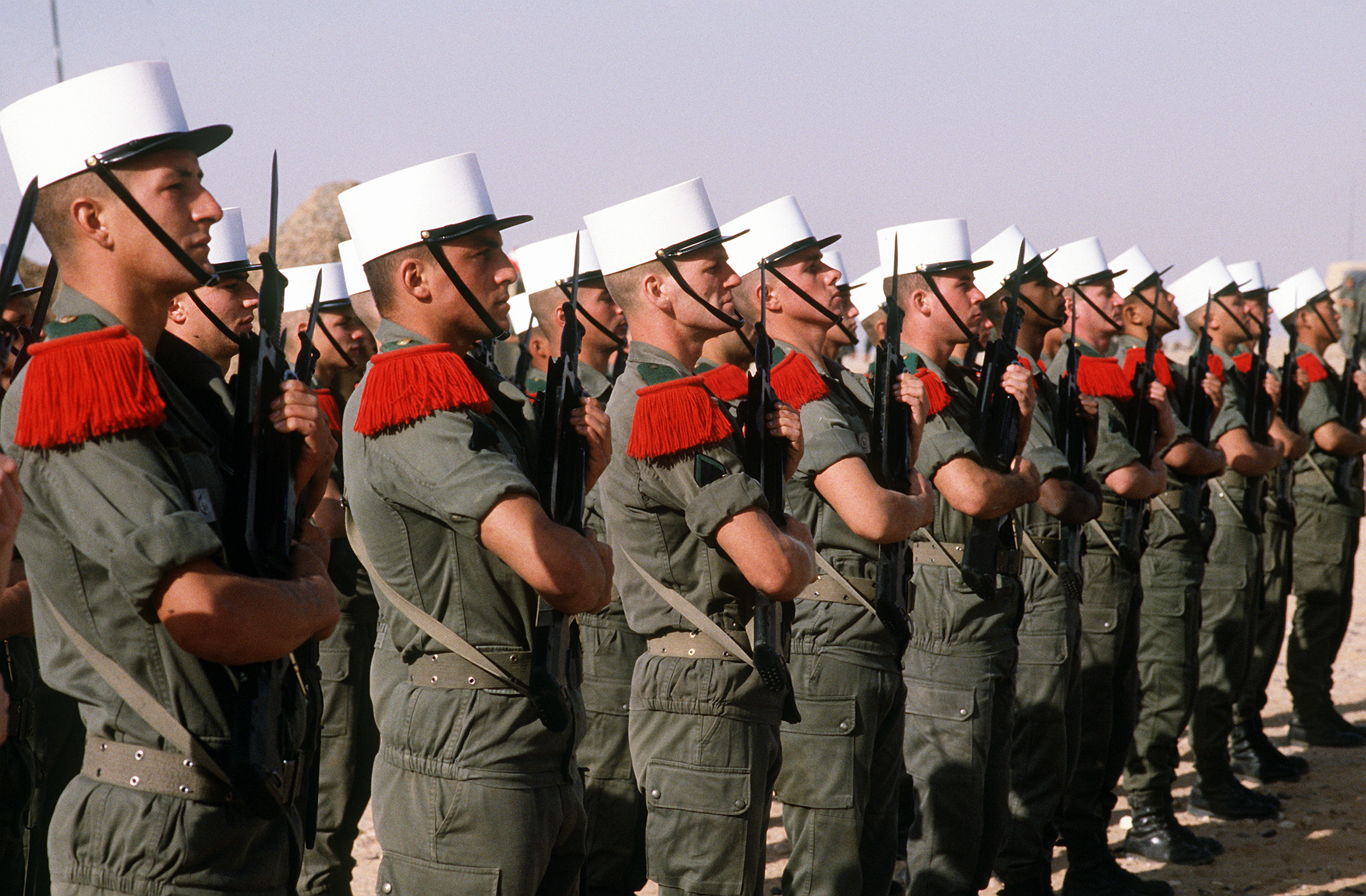
Kompania honorowa żołnierzy 6. Batalionu Francuskiej Legii Cudzoziemskiej oczekująca na przybycie generała Khalid bin Sultan dowódcy sił zbrojnych Arabii Saudyjskiej podczas operacji wojskowej Pustynna Burza 14 maja 1992

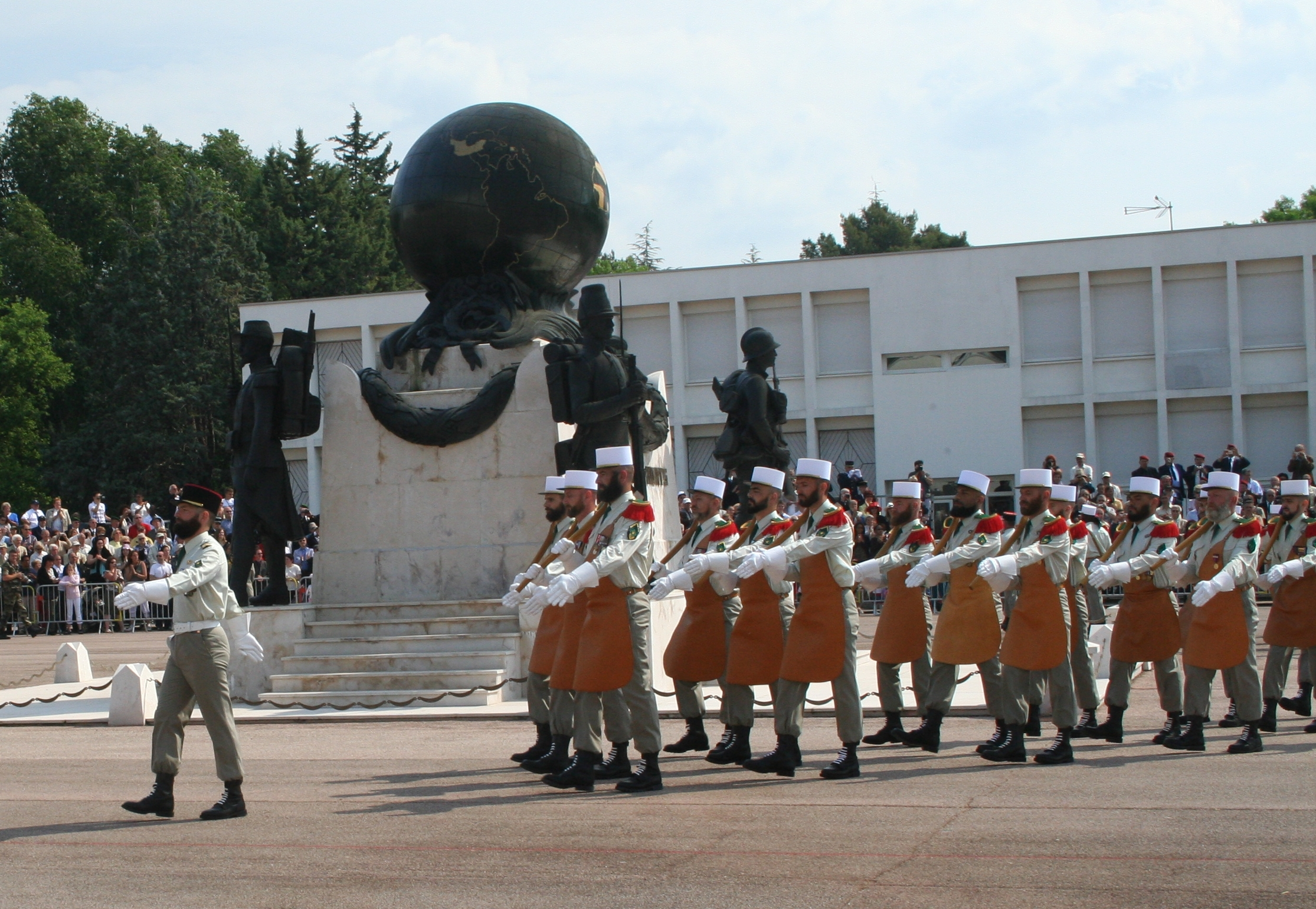
Przemarsz w tradycyjnych strojach paradnych saperów Legii (pionniers), (białe kepi, skórzany fartuch i topór, broda) przed pomnikiem poległych w Aubagne)

Legia Cudzoziemska (fr. Légion étrangère) – wojska najemne francuskie (utworzone w 1831) wykorzystywane głównie do podbojów kolonialnych a następnie do utrzymania w ryzach ludności francuskiego imperium kolonialnego. Żołnierze francuskiej Legii Cudzoziemskiej brali udział m.in. w wojnie krymskiej, wyprawach do Meksyku, w tłumieniu Komuny Paryskiej, w wojnie w Wietnamie i wojnach Algierskich. Francuska LC oparta jest na obywatelach państw obcych, w praktyce jednak od 5% do 10% żołnierzy stanowią rodowici Francuzi, którzy deklarują przy rekrutacji obywatelstwo Belgii, Szwajcarii, Monako, Kanady lub Luksemburga.
Najbardziej zróżnicowana armia świata pod względem kultur i pochodzenia ochotników. W Legii panują twarde metody szkolenia i brutalna dyscyplina. Reżim ten ma na celu stworzyć z rekrutów dobrze zorganizowanych i wyszkolonych żołnierzy, nakierowanych na wspólne działanie w imię interesów Francji.
Legia, jako elitarna formacja wojskowa, dysponuje najnowocześniejszym sprzętem i uzbrojeniem lepszym, niż pozostałe jednostki armii francuskiej.

## Historia
Legia Cudzoziemska została utworzona 10 marca 1831 jako wojsko najemne, wykorzystywane głównie do podbojów kolonialnych a następnie do utrzymania w ryzach ludności  francuskiego imperium kolonialnego. Pod koniec 1832 roku Legię tworzyło 7 batalionów, które utworzono posługując się kryterium narodowościowym. W związku z tym kryterium w 1 batalionie służyli Szwajcarzy i weterani Hohenlohe, w 2 i 3 batalionie Szwajcarzy i Niemcy, w 4 batalionie Hiszpanie, 5 batalionie Sardyńczycy i Włosi, w 6 batalionie Belgowie i Holendrzy a w 7 batalionie Polacy. W 1832 roku cztery bataliony (1,2,3 i 5) wysłano do Algierii. Z 2747 Legionistów 400 było niezdolnych do służby z powodu chorób, aresztowań i dezercji. Zdarzały się także przypadki niesubordynacji. W walkach w Algierii do 1857 roku poległo 844 (według innych źródeł poległo 1882) żołnierzy. W podbój Algierii LC zaangażowana była przez około 20 lat (z wyłączeniem okresu wojny krymskiej).
Po niesnaskach wśród legionistów, dowodzący nimi płk Joseph Bernelle zniósł podział narodowościowy dotychczas panujący w Legii.
Po zakończeniu II wojny światowej szeregi LC zasiliło wielu żołnierzy III Rzeszy, przede wszystkim esesmani. Żołnierze Legii brali udział w I wojnie indochińskiej, wojnie algierskiej, I wojnie w Zatoce Perskiej (1990-1991) oraz w wojnach w Kambodży, Somalii (1992-1993), Rwandzie (1994), Bośni, Kosowie, Macedonii (1993-2003) i Republice Środkowoafrykańskiej. Aktualnie legioniści biorą udział w wojnie w Afganistanie, Kosowie, Czadzie, na Wybrzeżu Kości Słoniowej, w walkach z bojownikami islamskimi w Mali i Ukrainie oraz wszędzie tam, gdzie istnieje zagrożenie bezpieczeństwa obywateli francuskich za granicą. Jednostki Legii do dzisiaj posiadają zakaz prowadzenia wszelkich działań bojowych na terenie samej Francji.
W szeregach Legii Cudzoziemskiej we wszystkich wojnach, w których Francja brała udział, zginęło 35 781 legionistów, podoficerów i oficerów. Ostatnią ofiarą poległą w boju jest adiutant-chef Dejvid Nikolic. Zginął 17 lipca 2014 roku w Mali. Służył w 1REG, miał 45 lat.

## Skład Legii Cudzoziemskiej
- Jednostki administracyjno-szkoleniowe:
  -  1 Regiment Cudzoziemski w Aubagne – 1 RE (1er Régiment Étranger)
  -  4 Regiment Cudzoziemski w Castelnaudary – 4 RE (4ème Régiment Étranger)
  -  Oddział werbunkowy Legii Cudzoziemskiej Fort de Nogent – GRLE (Groupement de Recrutement de la Légion Étrangère)

- Jednostki bojowe:
  -  1 Cudzoziemski Regiment Kawalerii w Carpiagne(inne języki) – 1 REC (1er Régiment Étranger de Cavalerie)
  -  1 Cudzoziemski Regiment Inżynieryjny w Laudun – 1 REG (1er Régiment Étranger de Génie)
  - 2 Cudzoziemski Regiment Inżynieryjny w Saint-Christol – 2 REG (2ème Régiment Étranger de Génie)
  -  2 Cudzoziemski Regiment Piechoty w Nîmes – 2 REI (2ème Régiment Étranger d'Infanterie)
  -  2 Cudzoziemski Regiment Powietrznodesantowy w Calvi na Korsyce – 2 REP (2ème Régiment Éntranger de Parachutistes)
- Jednostki zamorskie:
  -  3 Cudzoziemski Regiment Piechoty w Gujanie Francuskiej – 3 REI (3ème Régiment Étranger d'Infanterie)
  -  13 Półbrygada Legii Cudzoziemskiej w Cavalerie – 13 DBLE (13ème Demi-Brigade de Légion Étrangère)
  -  Oddział Legii Cudzoziemskiej na Mayotte – DLEM (Détachement de Légion Étrangère de Mayotte)

## Kodeks Honorowy Legionisty
- Artykuł 1. Legionisto, jesteś ochotnikiem służącym Francji z honorem i wiernością.
- Artykuł 2. Każdy legionista jest twoim towarzyszem broni, jaka by nie była jego narodowość, rasa czy religia. Wyrażasz to solidarnością, która łączy członków jednej rodziny.
- Artykuł 3. Strzegący z szacunkiem tradycji, związany z twoją kadrą dowodzenia, dyscyplina i koleżeństwo są twoją siłą, odwaga i lojalność twoimi cnotami.
- Artykuł 4. Dumny z twojego stanu legionisty, okazujesz to przez twój zawsze elegancki mundur, twoje zachowanie zawsze dostojne, lecz skromne, twoje koszary zawsze czyste.
- Artykuł 5. Elitarny żołnierzu, szkolisz się z surowością, czyścisz twoją broń, jakby to był twój największy skarb, stale troszczysz się o swoją formę fizyczną.
- Artykuł 6. Otrzymane zadanie jest święte, wykonujesz je do końca, przestrzegając regulaminów wojskowych i konwencji międzynarodowych, a jeżeli trzeba, też za cenę własnego życia.
- Artykuł 7. Na polu walki działasz bez pasji i nienawiści, szanujesz pokonanych wrogów, nigdy nie opuszczasz swoich zabitych lub rannych, ani swojej broni.

## Stan obecny
Obecnie Legia stanowi trzon Sił Szybkiego Reagowania (Force d'Action Rapide); zwykle wysyłana jest ona w najbardziej zapalne tereny, stanowiąc pierwszą linię frontu, lub prowadzi działania poza jego linią. Siły te są gotowe do przeprowadzania działań zbrojnych praktycznie w każdej chwili i w każdym miejscu na świecie, w którym Francja ma interesy, bez wymaganej decyzji dowódców poszczególnych jednostek biorących udział w misji bojowej. Oddziały Legii, które wchodzą w skład sił FAR, to spadochroniarze z 2 Cudzoziemskiego Regimentu Powietrznodesantowego, piechota zmotoryzowana z 2 Cudzoziemskiego Regimentu Piechoty i pułk pancerny z 1 Cudzoziemskiego Regimentu Kawalerii.
Legia Cudzoziemska rekrutuje mężczyzn z całego świata w wieku od 17 do 40 lat. Dawniej żołnierze wstępujący do Legii mieli zapewnioną pełną anonimowość w trakcie pełnienia służby, a po jej odbyciu otrzymywali obywatelstwo francuskie i nowe dokumenty. Przyciągało to do Legii wielu kryminalistów. Obecnie zasady naboru zmieniły się i Legia nie przyjmuje już w swoje szeregi osób podejrzanych o poważne przestępstwa.
Ważnym świętem dla Legii jest Dzień Camerone, obchodzony 30 kwietnia na pamiątkę bitwy o Camerone.

## Rekrutacja
Rekrutacja do Legii Cudzoziemskiej odbywa się w jedenastu punktach werbunkowych we Francji lub jej terytorium zamorskim (Paryż, Lille, Nantes, Strasburg, Aubagne, Bordeaux, Lyon, Marsylia, Nicea, Perpignan, Tuluza, Reunion, Tahiti).
Przyszły legionista musi spełniać następujące warunki:
- być mężczyzną w wieku od 17 do 40 lat,
- posiadać dokument tożsamości,
- być bardzo sprawnym fizycznie i zdatnym do służby.

Przed wstąpieniem do Legii Cudzoziemskiej trzeba zaliczyć testy sportowe, medyczne i psychologiczne. Ponadto Legia nie dopuszcza do werbowania ludzi niezrównoważonych psychicznie lub ściganych przez policję. Nie jest natomiast ważny stan cywilny – niezależnie od tego czy rekrut jest kawalerem, czy jest żonaty, kontrakt podpisuje jako kawaler. Średnio na jedno miejsce w Legii Cudzoziemskiej przypada rocznie ośmiu kandydatów.

## Legia Cudzoziemska w filmie
- Maroko
- Abbott i Costello w Legii Cudzoziemskiej
- Flip i Flap w Legii Cudzoziemskiej
- Jak rozpętałem drugą wojnę światową. Za bronią
- Ostatni film o Legii Cudzoziemskiej
- Legionista
- Maszeruj albo giń
- Za tym wielbłądem!
- Mumia
- Lwie serce[16]
- Piękna praca